# Nannocharax brevis
Nannocharax brevis es una especie de peces de la familia Citharinidae en el orden de los Characiformes.

## Morfología
Los machos pueden llegar alcanzar los 4,5 cm de longitud total.

## Hábitat
Vive en zonas de clima tropical (23 °C- 27 °C).

## Distribución geográfica
Se encuentran en África:  cuenca del río Congo.